# Jernej Kruder
Jernej Kruder est un grimpeur slovène né le 12 décembre 1990.
En 2014, il est sacré vice-champion du monde d'escalade de bloc.

## Biographie
En novembre 2016, il réalise la première répétition de Es Pontàs à Majorque, voie de psicobloc ouverte en 2007 par Chris Sharma.

## Palmarès

### Championnats du monde
- vice-champion du monde d'escalade de bloc 2014

### Championnats d'Europe
- champion d'Europe d'escalade en bloc 2020